# Dipsacus fullonum
Lo scardaccione selvatico o cardo dei lanaioli (Dipsacus fullonum ) è una pianta erbacea della famiglia delle Caprifoliacee.
L'infiorescenza è di forma cilindrica, misura fino a 10 cm di lunghezza e ha fiori porpora che si seccano riducendosi a brattee scariose.

## Descrizione

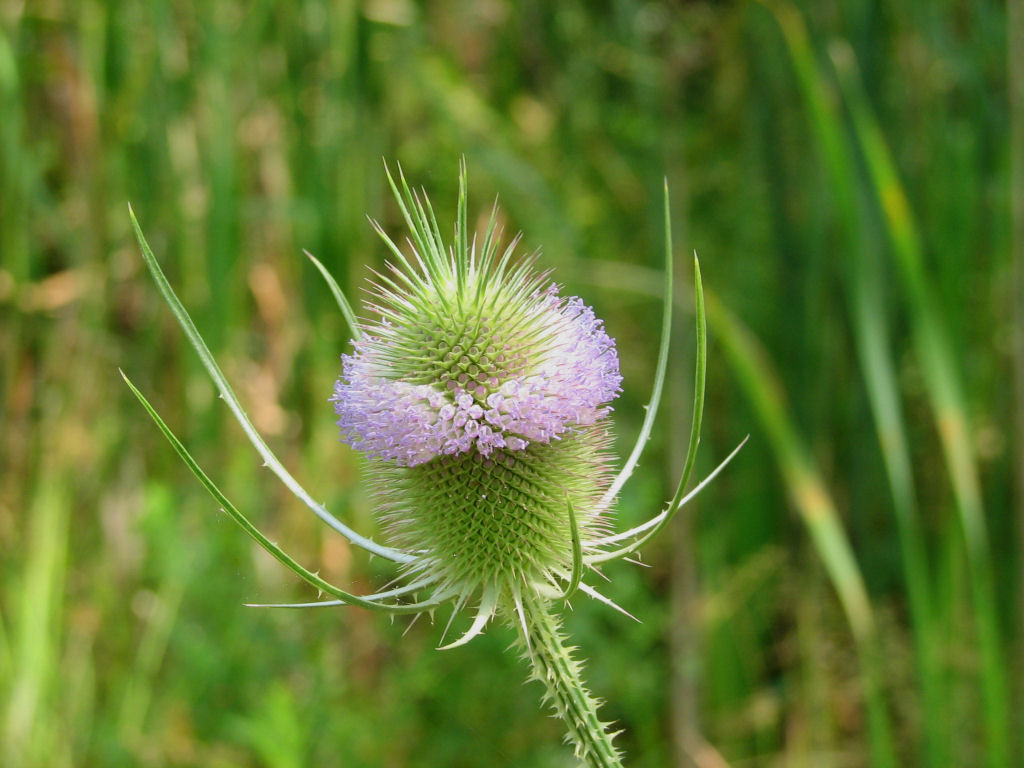

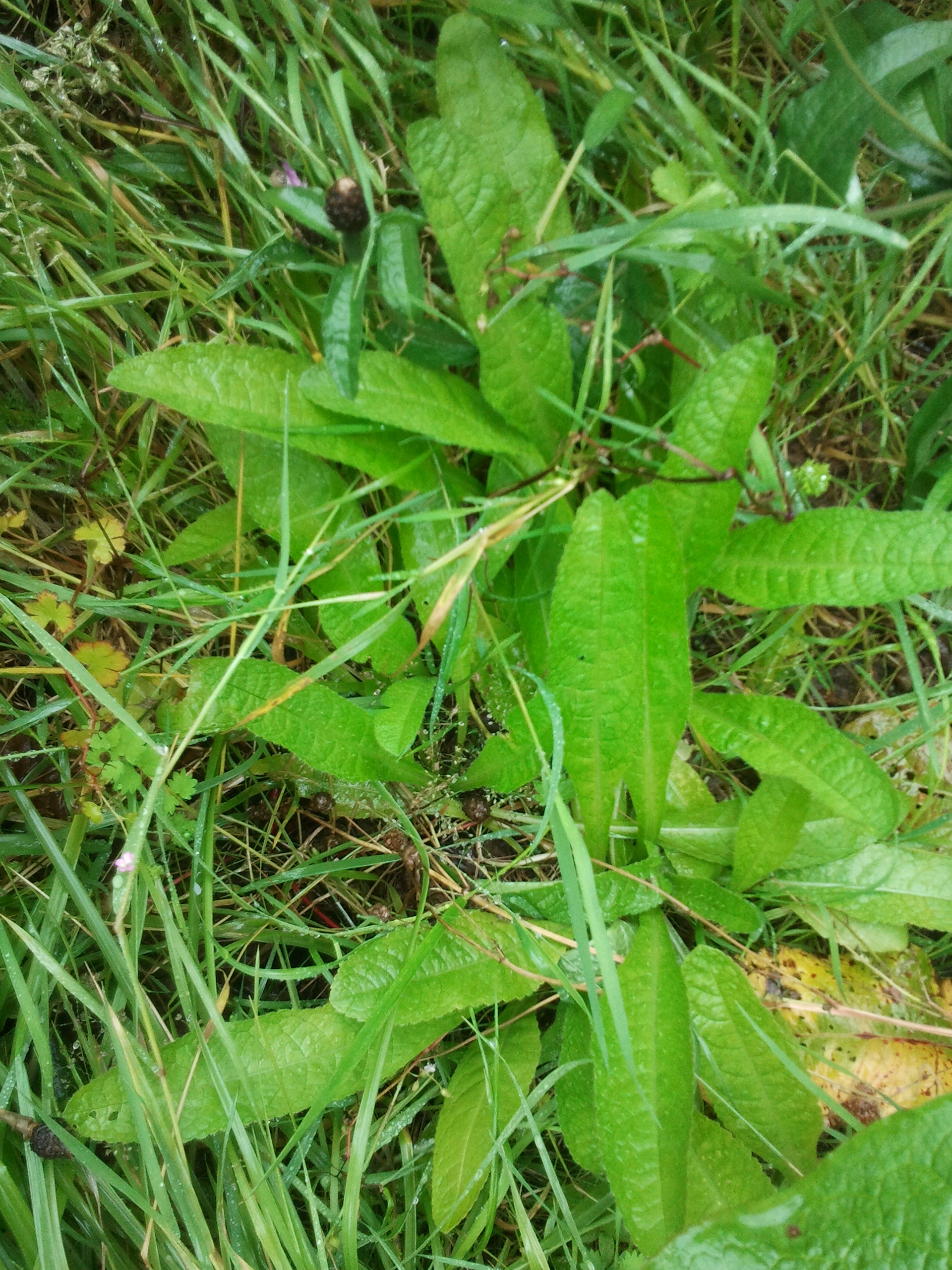
Giovani foglie prima dello sviluppo del fusto

Il nome del genere deriva dalle foglie raccolte a formare una coppa alla base del fusto. L'acqua piovana può venir raccolta da questa struttura e ridurre il rischio della risalita sul fusto di afidi. Un recente esperimento ha evidenziato una maggior crescita se in questa coppa vengono aggiunti insetti morti: si tratterebbe di una parziale forma di pianta carnivora. Le foglie sono lanceolate, lunghe 20–40 cm e larghe 3–6 cm, con delle piccole spine sul lato inferiore.
La pianta è facilmente identificabile dai robusti fusto e foglie e dall'infiorescenza porpora. I primi fiori a sbocciare sono quelli a metà dell'infiorescenza, la fioritura poi si sposta verso i due estremi lasciando due sottili fasce di fiori aperti. Le parti dure si seccano e formano piccoli semi di 4–6 mm, maturi verso metà autunno.

## Ecologia
I semi sono un'importante risorsa invernale per molti uccelli invernali, spesso sono coltivati a scopo ornamentale e per attirare avifauna.

## Distribuzione e habitat
La specie è originaria di Eurasia e Nord Africa, ma è stata introdotta in America, Australia e Nuova Zelanda, risultando spesso infestante.

## Usi
Lo scardaccione selvatico era molto utilizzato nell'industria tessile per pulire e cardare la lana.
A volte è utilizzato come pianta ornamentale, anche come pianta secca.

## Galleria d'immagini

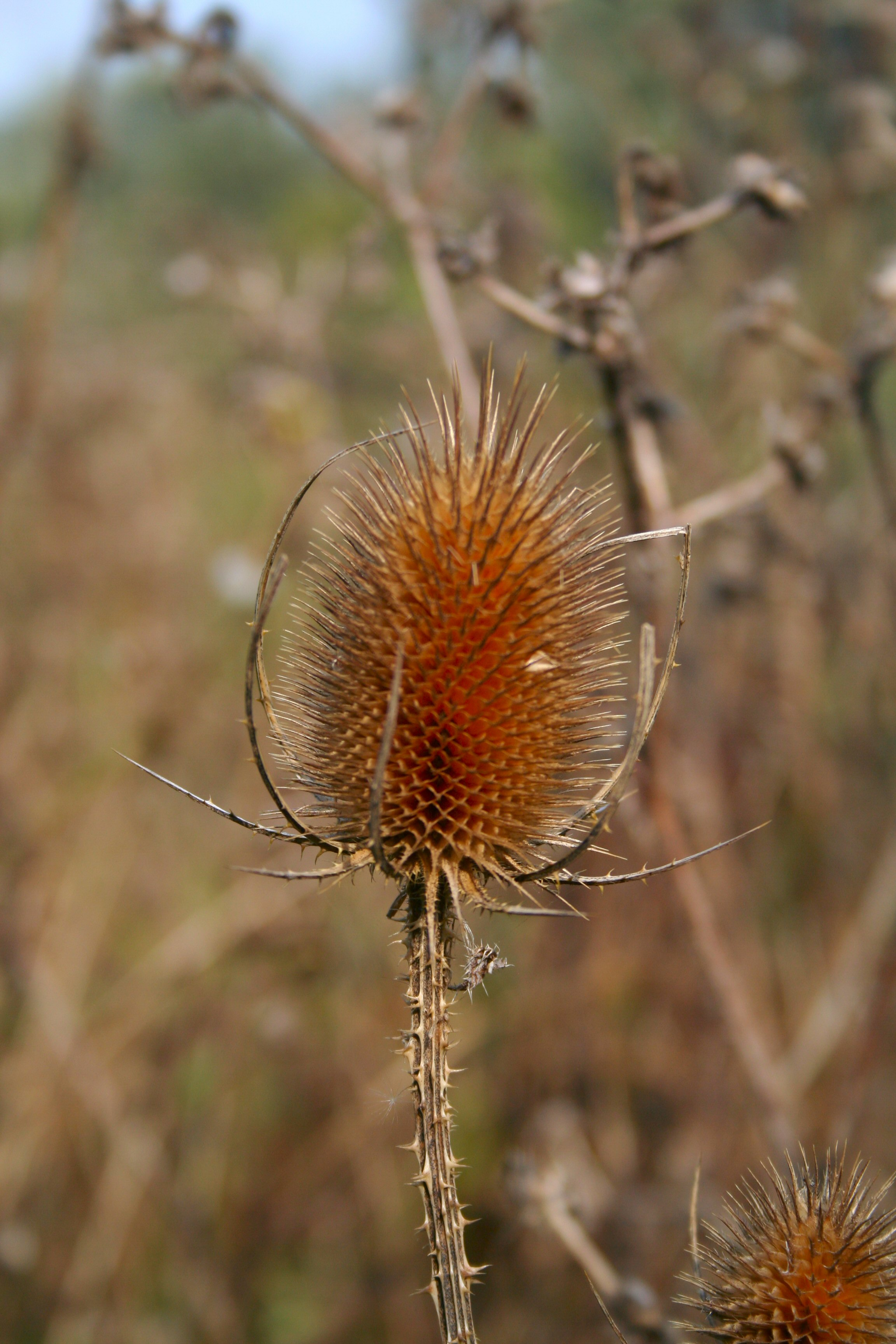
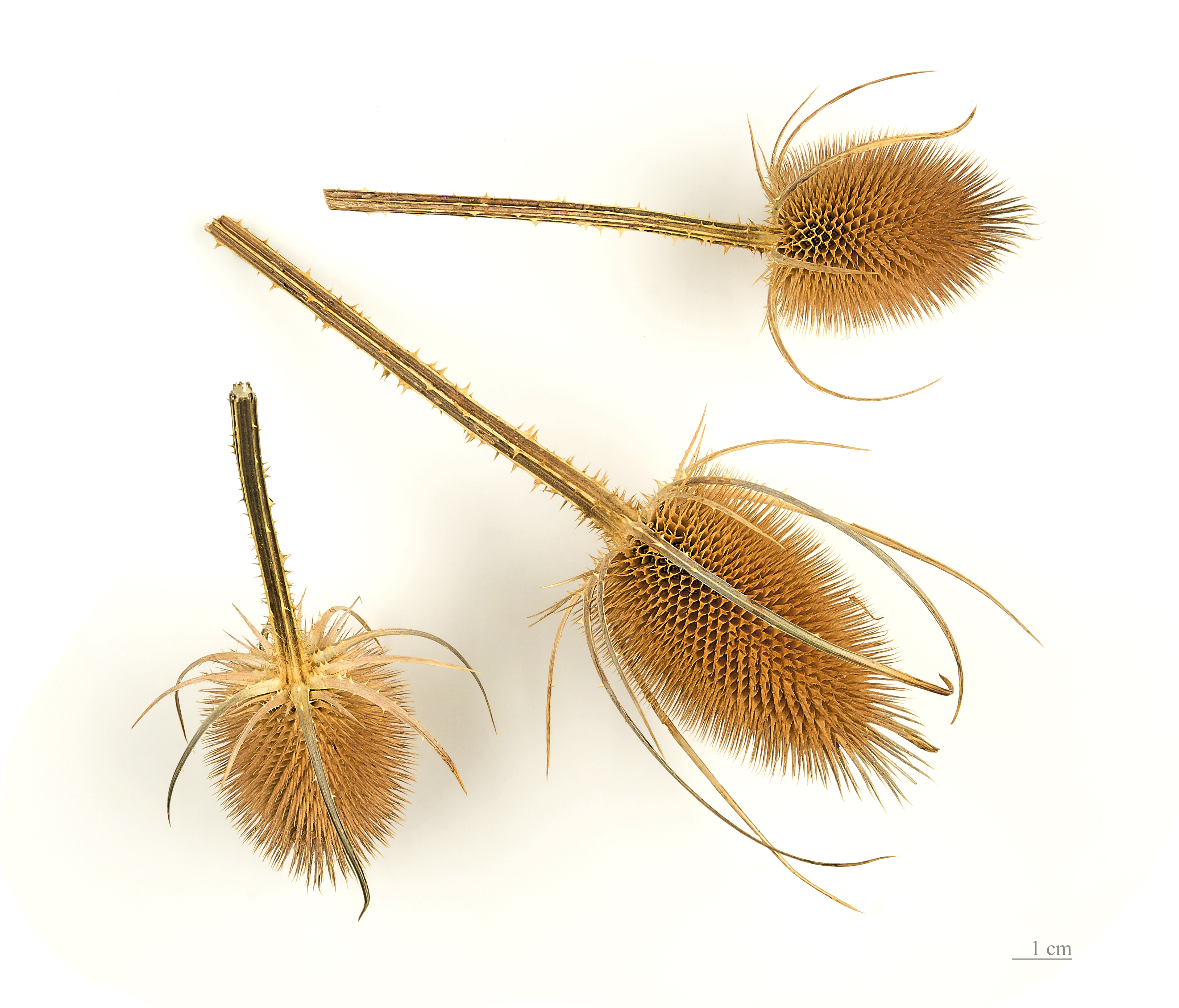
Infiorescenza utilizzata per cardare la lana
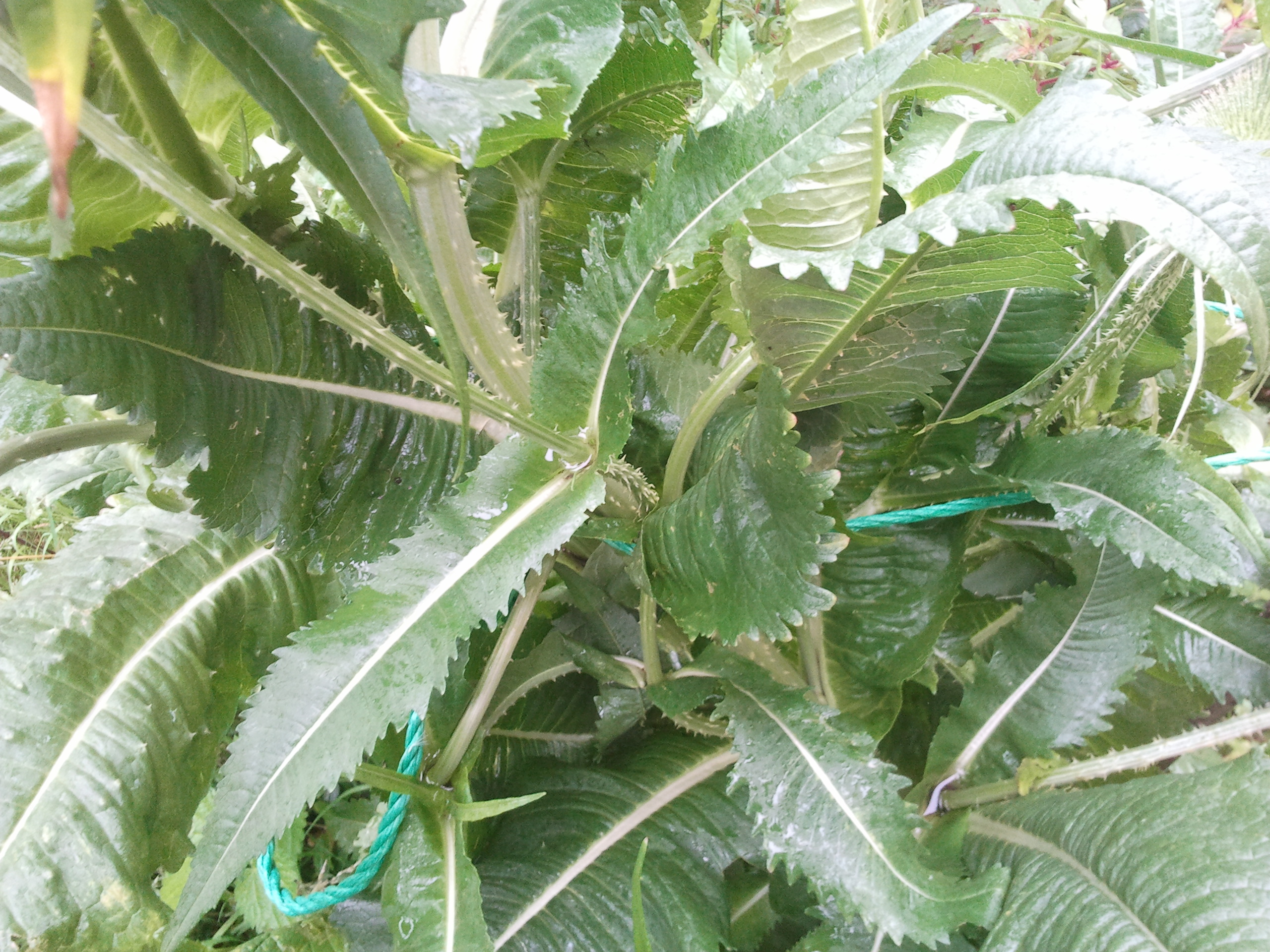
Giovani foglie sul fusto già sviluppato
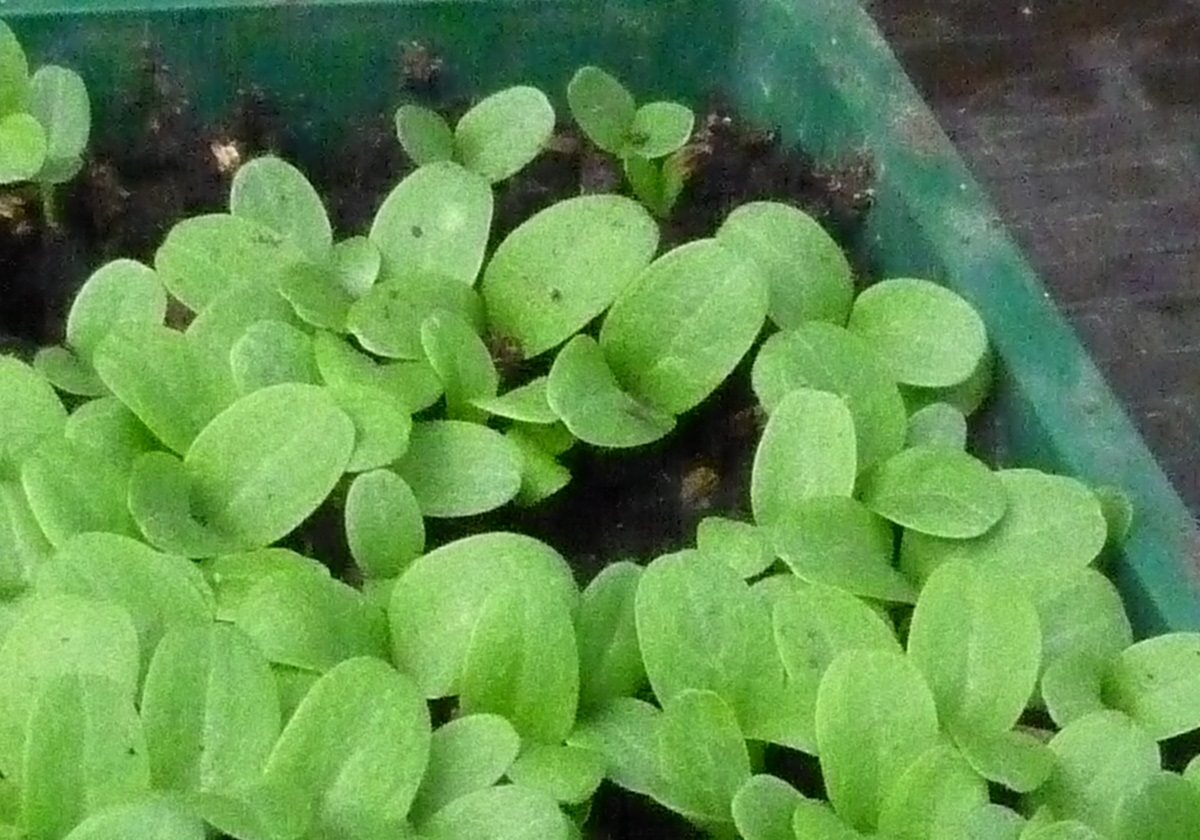
Germogli